# گرت دیویس
گرت دیویس (به انگلیسی: Garrett Davis) سناتور سابق عضو حزب دموکرات ایالات متحده آمریکا بود. وی در سال ۱۸۶۱ تا ۱۸۷۲ میلادی سناتور ایالت کنتاکی در سنای ایالات متحده آمریکا بود.